# Biston marginata
Biston marginata är en fjärilsart som beskrevs av Tokuichi Shiraki 1913. Biston marginata ingår i släktet Biston och familjen mätare, Geometridae. Inga underarter finns listade i Catalogue of Life.

## Bildgalleri

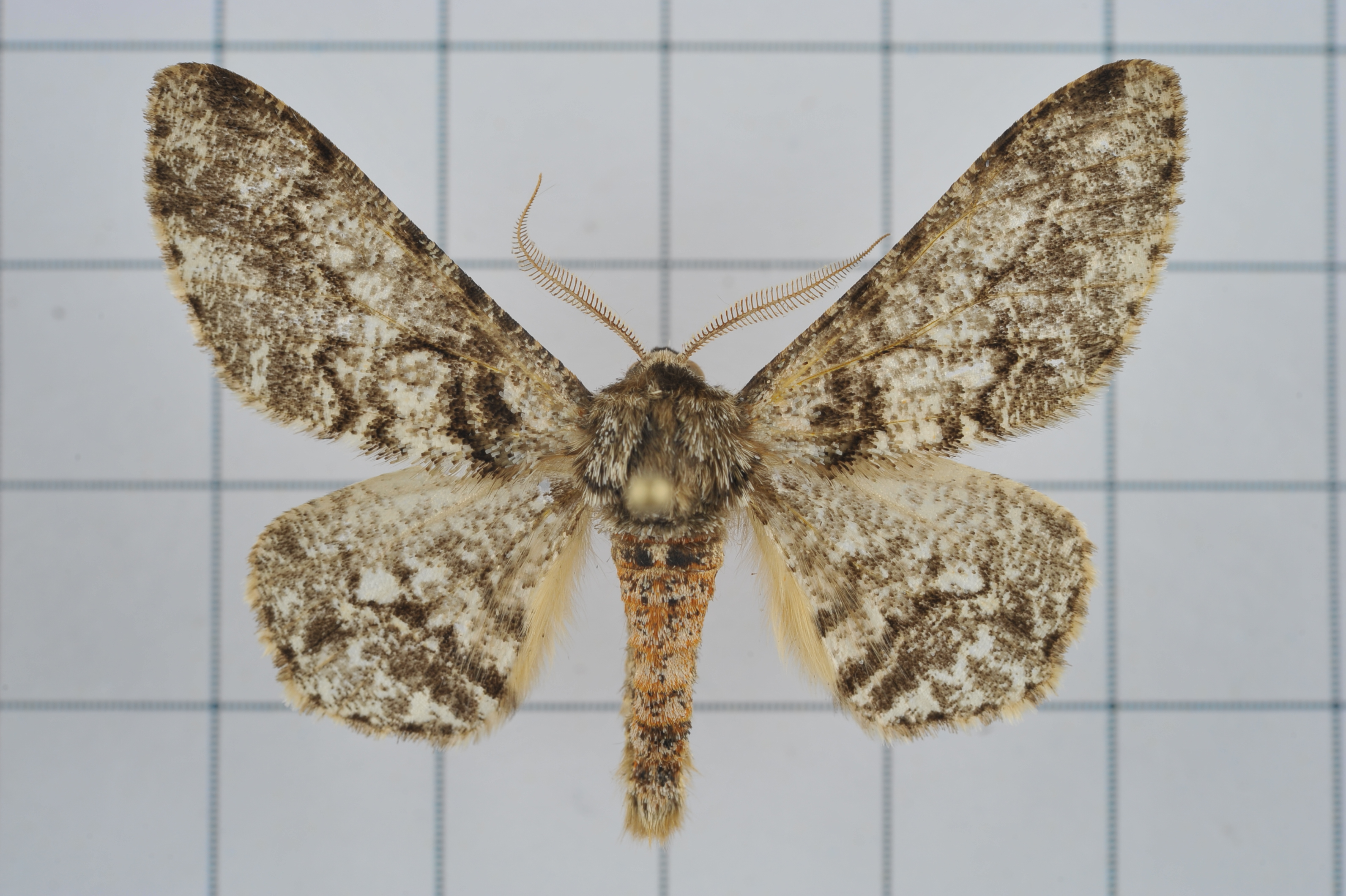
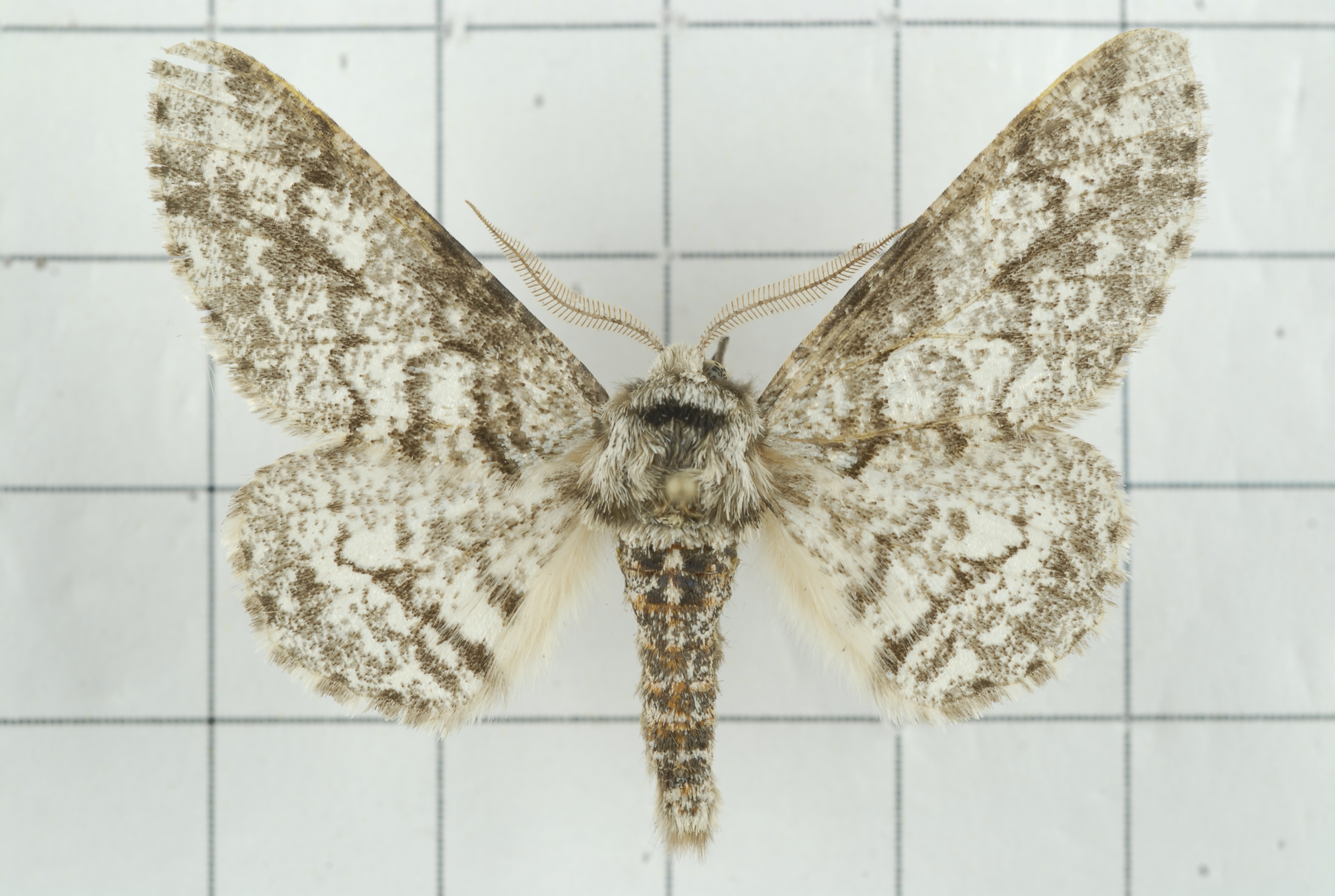